# Rezerwat przyrody Uroczysko Grodziszcze
Uroczysko Grodziszcze – leśny rezerwat przyrody w województwie lubuskim, w powiecie świebodzińskim, w gminie Szczaniec.
- położenie – gmina Szczaniec, Nadleśnictwo Babimost, obręb ewidencyjny Szczaniec, działka 76/3[2], około 2,5 km na południowy wschód od wsi Brójce, na lewym brzegu Leniwej Obry.
- przedmiot ochrony – wielogatunkowy las liściasty (grąd) i średniowieczne grodzisko.

Na drzewostan składają się jesiony w wieku od 130 do 200 lat, stare buki oraz dęby pomiędzy 200–300 lat. Najciekawsze gatunki runa to listera jajowata, kokorycz pusta i kokoryczka wielokwiatowa, przytulia wonna, przylaszczka pospolita; poza tym na terenie rezerwatu masowo kwitnie zawilec gajowy, który tworzy krzyżówki z zawilcem żółtym.
Obszar rezerwatu jest objęty ochroną ścisłą.

## Przypisy

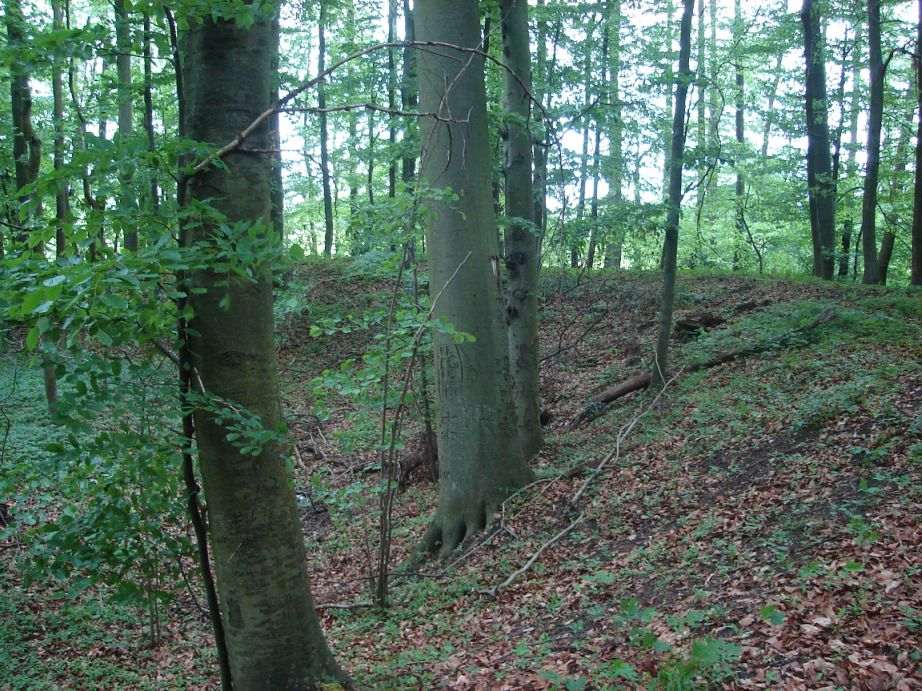
Wały średniowiecznego grodziska